# جک کلاف (بازیکن فوتبال)
جک کلاف (انگلیسی: Jack Clough؛ زادهٔ 4 November 1898) بازیکن فوتبال اهل بریتانیا است.
از باشگاه‌هایی که در آن بازی کرده‌است می‌توان به باشگاه فوتبال برافورد پارک آونیو، باشگاه فوتبال منزفیلد تاون، باشگاه فوتبال روترهام یونایتد، باشگاه فوتبال برنتفورد، و باشگاه فوتبال میدلزبرو اشاره کرد.